# تری لین کارینگتون
تری لین کارینگتون (متولد ۴ اوت ۱۹۶۵) درامر جاز، آهنگساز، تهیه‌کننده و مربی آمریکایی است. او با دیزی گیلسپی، استن گتز، کلارک تری، هربی هنکاک، وین شورتر، جو سمپل، آل جرو، ژاکت زرد و بسیاری از هنرمندان همکاری کرده است.
کارینگتون در ۴ اوت ۱۹۶۵ در مدفورد، ماساچوست، ایالات متحده، در یک خانواده موسیقی‌دان به دنیا آمد: مادرش به عنوان سرگرمی پیانو می‌نواخت و پدرش ساکسیفونیست و رئیس انجمن جاز بوستون بود.